# Полет 314 на „Пасифик Уестърн Еърлайнс“
Полет 314 на „Пасифик Уестърн Еърлайнс“ е редовен вътрешен пътнически полет от международното летище „Форт Макмъри“, Форт Макмъри, Албърта, до летище „Касългар“, Касългар, Британска Колумбия, Канада, с междинни кацания в Едмънтън, Калгари и Кранбрук, управляван от „Пасифик Уестърн Еърлайнс“. На 11 февруари 1978 г. самолетът „Боинг 737-275“, който изпълнява полета, се разбива вляво от пистата на международното летище „Кранбрук/Кънейдиън Рокийс“, Кранбрук в опит да избегне техника, която почиства летището от сняг. В катастрофата загиват 43 души от общо 49 пътници и екипаж на борда.
Разследването установява, че реверсите на тягата на двигателите не се прибират напълно след прекъснатото кацане, за да се избегне снегоринът на пистата. Контролът на въздушното движение в Калгари допуска голяма грешка при изчисляването на времето за пристигане на самолета в Кранбрук и екипажът на полета не докладва, докато минава покрай маяк при последния заход.